# Neopleustes pulchellus
Neopleustes pulchellus är en kräftdjursart som först beskrevs av Henrik Nikolai Krøyer 1846.  Neopleustes pulchellus ingår i släktet Neopleustes och familjen Pleustidae. Inga underarter finns listade i Catalogue of Life.